# Gia (película)
Gia es una película para televisión de 1998 dirigida por Michael Cristofer y escrita por Cristofer y Jay McInerney. Fue transmitida por HBO y narra la vida de la modelo Gia Carangi. Estuvo protagonizada por Angelina Jolie, Mercedes Ruehl, Faye Dunaway y Elizabeth Mitchell. La banda sonora original es de Terence Blanchard.

## Argumento
Gia Carangi es una chica de Filadelfia, a la que descubren un día ofreciéndole una sesión de fotos. Gia se traslada a Nueva York para convertirse en modelo, pronto atrae la atención de la poderosa agente Wilhelmina Cooper, que la ficha para su agencia.
La belleza de Gia y su disposición a posar desnuda la ayudarán a escalar rápidamente a la primera línea del mundo de la moda, pero su profunda soledad la lleva a experimentar con drogas de diseño como la cocaína, con la complicidad de muchos que solo ven en ella una manera de ganar dinero.
Comienza un apasionado romance con Linda, una maquilladora, pero cuando Linda comienza a ver cómo su relación puede afectarle decide terminar con ella. Los fallidos intentos de reconciliación con Linda y con su madre Kathleen Carangi llevan a Gia al abuso de la heroína.
..

## Reparto
- Angelina Jolie - Gia Carangi
- Mila Kunis - Gia Carangi (Joven)
- Elizabeth Mitchell - Linda
- Eric Michael Cole - T.J.
- Mercedes Ruehl -  Kathleen
- Faye Dunaway - Wilhelmina Cooper
- Scott Cohen - Mike Mansfield
- Joe Basile - Tony
- Louis Giambalvo - Joseph Carangi
- Nick Spano - Michael Carangi
- Rick Batalla - Phillipe
- Alexander Enberg - Chris von Wagenheim
- Edmund Genest - Francesco

## Críticas
La película obtuvo excelentes críticas, sobre todo la actuación de Angelina en el papel de la primera supermodelo, bisexual, drogadicta y explotada a la que llega a introducir al espectador en la trágica biografía.

## Premios
Globos de oro
- Angelina Jolie - Mejor actriz de miniserie o película para televisión
- Faye Dunaway - Mejor actriz de reparto en series, miniseries o películas

Premios Emmy
- Eric A. Sears -  Mejor realizador de miniserie o película para televisión

Premios del Sindicato de Actores
- Angelina Jolie - Mejor actriz de miniserie o película para televisión